# Harm Ellens

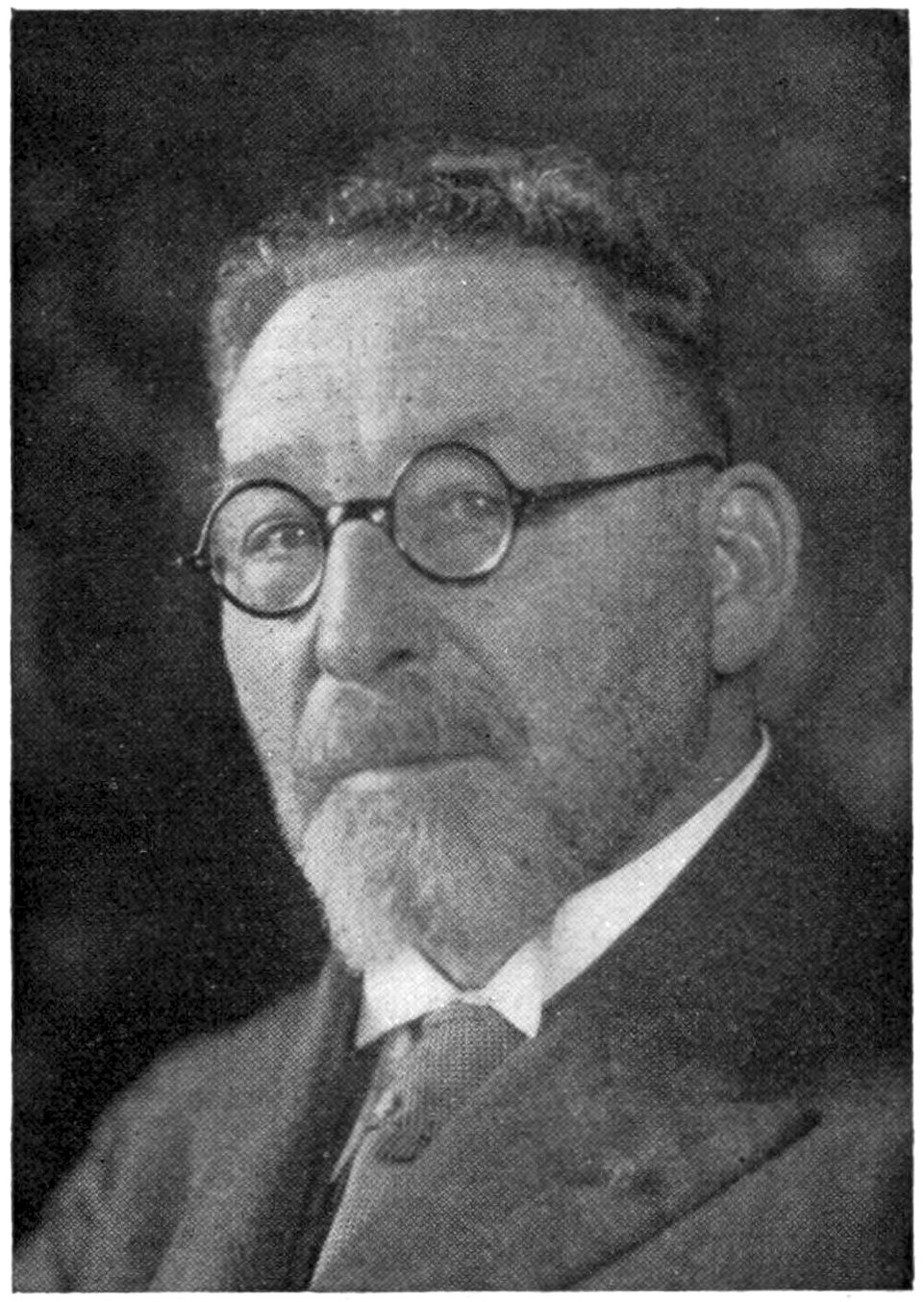
Portret van Harm Ellens, 1938

Harm Ellens (Groningen, 20 augustus 1871 - Velsen of Santpoort, 22 september 1939) was een Nederlands beeldend kunstenaar, ontwerper en onderwijsbestuurder. 
Ellens is enige tijd als ontwerper actief geweest, en zijn ontwerpen worden gekenmerkt door vrij strakke vormen. Zijn activiteiten waren toch vooral op het onderwijs gericht. Hij heeft in het begin van de 20ste eeuw als directeur zowel didactisch als artistiek een belangrijk stempel gedrukt op het kunstnijverheidsonderwijs aan twee nieuw opgerichte Rijksvakscholen.

## Levensloop
Harm Ellens werd opgeleid tot beeldend kunstenaar aan de Academie Minerva in Groningen. Met een Koninklijke Subsidie werd hij in 1891 in staat gesteld zijn opleiding af te ronden aan de Rijksakademie van Beeldende Kunsten te Amsterdam. Daarnaast schreef hij zich in aan scholen voor kunstnijverheid en tekenonderwijzers. 

### Rijksvakscholen
Na zijn studies was hij tekenleraar aan de ambachtsschool van Arnhem. Ook hield hij zich bezig met het ontwerpen van reclamedrukwerk en meubels. In 1908 werd hij gevraagd als directeur van de nieuw op te zetten Rijksrietvlechtschool in het Friese Noordwolde. Tijdens zijn directeurschap maakte Ellens zich sterk voor verbetering van de producten van de lokale vlechtindustrie van rietvlechters, mandenmakers en stoelenmatters. Hij had veel aandacht voor ontwerp en afwerking en heeft ook zelf vele ontwerpen voor de vlechters gemaakt. Hij bracht de school op een hoog artistiek en ambachtelijk niveau.
Ellens didactische en organisatorische kwaliteiten bleven niet onopgemerkt. In 1920 werd hij benoemd tot directeur van de nieuwe Rijks Vak- en Kunstnijverheidsschool van Goud- en Zilversmeden en Horlogemakers in Schoonhoven, waar hij werkzaam was tot 1932. In 1923 maakte hij het ontwerp voor de ambtsketen van de burgemeester(s) van Amsterdam, dat ook daadwerkelijk is uitgevoerd. Het wordt verondersteld dat Ellens gedurende deze tijd ingehuurd is door Plateelbakkerij Schoonhoven voor het ontwerpen van artistieke decors, zoals Fariet, Zwam, Vlinder en Haag. De decors tonen overeenkomsten met het ornamenttekenen, zoals Ellens dat doceerde aan de Quelliniusschool in Amsterdam.  
Van 1931 tot zijn pensionering in 1936 was hij ten slotte directeur van het 'Rijksopleidingsinstituut voor Teekenleraren bij het Voorbereidend Hoger, Middelbaar en Nijverheidsonderwijs'.
- Biografisch Portaal: 78188064
- Gemeinsame Normdatei: 124212662
- International Standard Name Identifier: 0000 0000 5425 6774
- Library of Congress Control Number: nr94016504
- Nederlandse Thesaurus van Auteursnamen: 067726844
- RKD-Nederlands Instituut voor Kunstgeschiedenis: 26003
- Union List of Artist Names: 500589992
- Virtual International Authority File: 37845402
- WorldCat: E39PBJdGKKxJCKfJhpkhDdq84q